# ريد أندرسون
ريد أندرسون هو راقص باليه كندي، ولد في 1 أبريل 1949 في نيو ويستمينيستر في كندا.

## روابط خارجية
- ريد أندرسون على موقع IMDb (الإنجليزية)
- ريد أندرسون على موقع مونزينجر (الألمانية)